# Cho Sang-beom
Cho Sang-beom (kor. 조상범; * 1. Januar 1994) ist ein südkoreanischer Fußballspieler.

## Karriere
Cho Sang-beom erlernte das Fußballspielen in der Schulmannschaft der Gapcheon Middle School, in der Jugendmannschaft der Jeonbuk Hyundai Motors sowie in der Universitätsmannschaft der Honam University. Seinen ersten Vertrag unterschrieb er am 1. Januar 2017 bei Daejeon Citizen. Das Fußballfranchise aus Daejeon spielte in der zweiten südkoreanischen Liga. Für Daejeon stand er elfmal in der Liga auf dem Spielfeld. Nach einer Saison wechselte er im Januar 2018 nach Suwon zum Ligakonkurrenten Suwon FC. Für Suwon absolvierte er zehn Ligaspiele. Das erste Halbjahr 2020 spielte er in Gimpo beim Drittligisten Gimpo FC. Wo er von Juni 2020 bis März 2021 gespielt hat, ist unbekannt. Seoul Nowon United FC, ein Viertligist aus der Hauptstadt Seoul, nahm ihn Ende März 2021 bis Juli 2021 unter Vertrag. Den Rest des Jahres spielte er beim Drittligisten Hwaseong FC in Hwaseong. Über den Viertligisten Pyeongchang United FC, einem Verein, der in Pyeongchang beheimatet ist, wechselte er im Juli 2022 nach Thailand. Hier unterschrieb er einen Vertrag beim Zweitligisten Udon Thani FC. Nach 14 Zweitligaspielen für den Verein aus Udon Thani wurde sein Vertrag nach der Hinrunde im Januar 2023 aufgelöst.